# Marcia Barrett
Marcia Barrett (ur. 14 października 1948 w St. Catherine na Jamajce) – wokalistka niemieckiego zespołu Boney M.
Z zawodu sekretarka, wcześniej występowała w dyskotekach, ale bez większego powodzenia. Obecnie śpiewa i wydaje płyty.